# فرانسيس غري
السيد فرانسس غري (بالإنجليزية: Francis Gurry) (ولد في 17 أيار / مايو 1951) هو محامي أسترالي وهو المدير العام الرابع والحالي للمنظمة العالمية للملكية الفكرية (الويبو). وهو أيضا أمين عام الاتحاد الدولي لحماية المصنفات النباتية الجديدة. غري شغل سابقاً منصب نائب المدير العام للويبو من 2003 إلى 2008.

## مسيرته

### الدراسة الجامعية
تخرج غري في عام 1974 من جامعة ملبورن حيث كان يقيم في كلية أورموند وحصل على بكالوريوس في الحقوق وتم قبوله كمحامي مرافع وإجرائي معتمد لدى المحكمة العليا في فيكتوريا بأستراليا في عام 1975.
عمل في ملبورن كاتبًا ومحاميًا في شركة آرثر روبنسون وشركاه (الآن ألينز) وحصل على درجة الماجستير في القانون من جامعة ملبورن في عام 1976.
من عام 1976 إلى عام 1979.كان غري طالبًا بحثيًا في كلية الحقوق بجامعة كامبريدج بالمملكة المتحدة، حيث حصل على درجة الدكتوراه في الفلسفة سنة 1980 عن أطروحته التي تناولت موضوع خيانة الثقة وجائزة يورك من نفس الكلية.

### مناصب
من 1979 إلى 1984: محاضر رفيع المستوى في الحقوق في جامعة مالبور.
من 1982 إلى 1983 أستاذ حقوق زائر جامعة ديجون بفرنسا
1984 محامي في مكتب فريهليز للاستشارات القانونية بسيدني.
من 1985 إلى 1988 خبير استشاري ومسؤول رئيسي عن البرامج في المنظمة العالمية للملكية الفكرية، مكتب التعاون الإنمائي والعلاقات الخارجية لآسيا والمحيط الهادئ.
من 1988 إلى 1990 رئيس قسم قانون الملكية الصناعية في المنظمة العالمية للملكية الفكرية (شعبة الملكية الصناعية).
من 1990 إلى 1993 مكتب المدير العام لمنظمة العالمية للملكية الفكرية، مساعد خاص للمدير العام (1991-1993) ومدير مستشار.
من 1993 إلى 1997 مكتب نائب المدير العام لمنظمة العالمية للملكية الفكرية، مدير مركز الويبو للتحكيم والوساطة؛ ومستشار قانوني بالإنابة (1996-1997).
من 1997 إلى 1999 مستشار قانوني المنظمة العالمية للملكية الفكرية، مكتب المستشار القانوني، ومسؤول أيضاً عن مركز الويبو للتحكيم والوساطة؛ والتجارة الإلكترونية.
من 1999 إلى 2003 مساعد المدير العام والمستشار القانوني مكتب المستشار القانوني؛ ومسؤول أيضاً عن مركز المنظمة للتحكيم والوساطة؛ والتجارة الإلكترونية؛ ومنذ 2002: معاهدة التعاون بشأن البراءات، والقوانين والسياسات المتعلقة بالبراءات والتصنيف الدولي للبراءات؛ والمعارف التقليدية وأشكال التعبير الثقافي التقليدي والموارد الوراثية وعلوم الحياة
من 2003 إلى 2008  نائب المدير العام لمنظمة العالمية للملكية الفكرية.مسؤول عن معاهدة التعاون بشأن البراءات، والقوانين والسياسات المتعلقة بالبراءات والتصنيف الدولي للبراءات؛ معايير وإحصاءات المنظمة؛ ومركز المنظمة للتحكيم والوساطة؛ والمعارف التقليدية وأشكال التعبير الثقافي التقليدي والموارد الوراثية وعلوم الحياة
من 2008 إلى 30 سبتمبر 2020 المدير العام للمنظمة العالمية للملكية الفكرية (الويبو) و الأمين العام للاتحاد الدولي لحماية الأصناف الجديدة من النباتات (UPOV)‘‘‘‘‘‘‘‘‘.

## الألقاب الفخرية والأوسمة
- زميل فخري كلية الحقوق في جامعة ملبورن (2001).
- عضو الأكاديمية الأوروبية للعلوم والفنون (2008).
- أستاذ فخري في جامعة بيكين (2009).
- دكتوراه فخرية من جامعة أوكرانيا الوطنية التقنية (2009).
- دكتوراه فخرية من جامعة رينمين (2010).
- دكتوراه فخرية من جامعة حيفا (2010).
- دكتوراه فخرية من جامعة أكرون (2011).
- زميل المعهد الأسترالي للشؤون الدولية (2012)
- دكتوراه فخرية من أكاديمية الدراسات الاقتصادية في مولدوفا (2012).
- عضو فخري في المجلس الجامعي للفنون (جامعة القلعة)
- دكتوراه فخرية من الجامعة الوطنية الأوروبية الآسيوية (كازاخستان) (2012).
- الوسام العلوي من درجة قائد (2013)[15].